# Émile Jourdan
Émile Jourdan (n. 30 iulie 1860, Vannes, Golfe du Morbihan - Vannes agglomération⁠(d), Franța – d. 29 decembrie 1931, Quimperlé, Bretagne, Franța) a fost un pictor francez care a devenit unul dintre artiștii care s-au adunat în satul Pont-Aven din Bretania.

## Tinerețea =
Fiul lui Prosper Jourdan, vameș de rang înalt, și al soției sale Aline Paturel, a avut o copilărie fericită la Vannes, în sudul Bretaniei. A început să picteze la vârsta de 16 ani. În 1880, a urmat École des Beaux-Arts din Paris, unde a fost instruit de William Bouguereau și Tony Robert-Fleury până în 1886. De asemenea, a continuat să studieze la Académie Julian. Beneficiind de banii primiți de la părinți, a împărțit un atelier mare cu colegul său Édouard Michelin.

### Viața în Pont-Aven

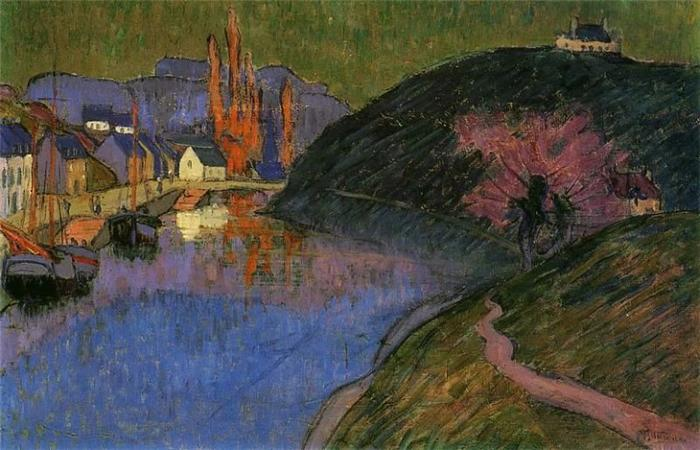
Portul Pont-Aven (1891)

În vara anului 1886, a ajuns la Pont-Aven unde, cazat la Pensiunea Gloanec, l-a cunoscut pe Paul Gauguin. De asemenea, a devenit prieten cu ceilalți artiști care s-au adunat acolo, inclusiv cu Émile Bernard⁠(d), Ernest de Chamaillard, Charles Laval și Henry Moret. A decis să se stabilească în Pont-Aven și a locuit acolo până la moartea sa în 1931. Influențat de Gauguin, a adoptat stilul sintetist de pictură și a devenit cunoscut sub numele de le peintre de la lumière, pictorul luminii.
În 1891, s-a alăturat lui Gauguin și prietenilor săi la atelierul Lézaven. L-a cunoscut pe Maxime Maufra⁠(d) la Hôtel de Bretagne din Pont-Aven unde a început o poveste de dragoste cu Catherine Guyader, o chelneriță în vârstă de 19 ani. În 1892, s-au stabilit împreună, iar în anul următor s-a născut fiul lor, Yann, urmat de o fiică, Renée, în 1896, și de un al doilea fiu, Guy, în 1901.
După moartea mamei sale în 1907, a cheltuit rapid tot ce i-a lăsat ea. Neputându-și plăti chiria, proprietarul l-a dat afară și i-a scos la licitație mobilierul și tablourile. Ulterior, devenind sărac, s-a mutat între Pont-Aven, Riec-sur-Belon și Moëlan, unde a avut norocul să fie întreținut o vreme de prieteni. După 1910, picturile sale au devenit mai sumbre, reflectând anxietatea sa.

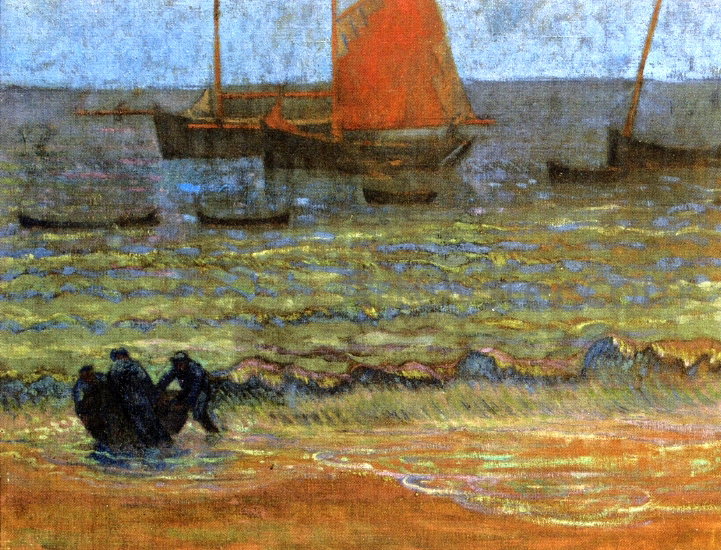
Vedere marină la amurg

Curând, nu și-a mai putut întreține familia, care l-a părăsit în timp ce locuia într-o mansardă din Pont-Aven. În 1927, a avut norocul să întâlnească o doamnă Halley, o australiană bogată, care l-a întreținut timp de un an, dar pentru că nu era dispus să lucreze la ordinele ei, aceasta și-a întrerupt ajutorul.
În 1931 a murit în ospiciul la Quimperlé, ca un alcoolic schilodit de sărăcie.